# Wetson's
A Wetson's foi uma cadeia americana de hambúrgueres de fast food que existiu de 1959 a 1975. No seu auge, a Wetson's tinha cerca de 70 estabelecimentos na Região Metropolitana de Nova Iorque.
A Wetson's era conhecida pelo seu hambúrguer de assinatura, o “Big W”, bem como pelos hambúrgueres de 15 centavos, pelas batatas fritas de 10 centavos e pelos slogans “Look for the Orange Circles” e “Buy a bagful”, frases semelhantes ao slogan da McDonald's “Look for the Golden Arches” e ao “Buy 'em by the sack” da White Castle. A Wetson's também tinha duas mascotes palhaços ao estilo do Ronald McDonald da McDonald's, chamadas Wetty (mulher) e Sonny (homem). O “Big W” era semelhante ao atual Big Mac da McDonald's. A Wetsons também vendia sandes de pequeno-almoço.

## História
A cadeia Wetson's foi iniciada por Herbert (Herb) Wetanson. Durante uma viagem de carro a San Bernardino, na Califórnia, Herb parou por acaso no restaurante McDonald's Hamburger Drive In original, propriedade e gerido pelos irmãos McDonald. Tendo crescido a trabalhar nos restaurantes do seu pai Carl Wetanson, Herb se sentiu atraído por este estilo novo e único do que mais tarde viria a ser conhecido como um restaurante de “fast food”.
Quando regressou do serviço militar, Wetanson começou a procurar locais em Long Island para o primeiro dos seus restaurantes de hambúrgueres. Reconhecendo que a área de Levittown, em Long Island, tinha uma demografia pós-guerra semelhante à de San Bernardino, encontrou uma loja de café e donuts Mayflower fechada nessa cidade e, juntamente com o seu irmão mais novo Errol Wetanson, abriu em 1959 o primeiro Wetson's nesse local. No seu auge, a cadeia Wetson's contava com mais de 70 restaurantes.
A Wetson's lutou contra as grandes cadeias nacionais de hambúrgueres McDonald's e Burger King quando estas entraram no mercado da Região Metropolitana de Nova Iorque no final da década de 1960 e início da década de 1970. Isso levou, em 1975, à fusão da Wetson's com a cadeia de fast-food Nathan's Famous, ao fechamento de 29 locais da Wetson's, e à descontinuação final da marca Wetson's.
Desde 2016 e a partir de 2022, a marca registada Wetson's é propriedade da National Food Brands Marketing, Inc., de East Norwich, Nova Iorque.
A família Wetanson acabou se tornando fundadora da rede de restaurantes familiares de Nova Iorque, Dallas BBQ, que ainda está em operação hoje com as três gerações da família, incluindo Herbert, seu filho Greg e o neto Stuart como atuais coproprietários da franquia.